# Vuk Echtner
Vuk Echtner, křtěný Wolfgang (10. července 1905, Poběžovice – 16. února 1994, Domažlice) byl český bahaista, esperantista, učitel nevidomých v Klárově institutu a redaktor esperantské verze časopisu Zora pro nevidomé (esperantsky Aŭroro).

## Život
Podle informací z rodných Poběžovic žil s rodiči a 13 sourozenci v drážní vodárně zvané „pupenhauz“. Své původní křestní jméno si nechal změnit ve slovanskou podobu Vuk, neboť se cítil být Čechem.
Už jako 17letý mladík vyučoval esperanto v Klárově institutu pro nevidomé, jedním z jeho žáků byl i pozdější skladatel Jaroslav Ježek, který byl o rok mladší. Spolupracoval s Karlem Emanuelem Macanem, nevidomým hudebníkem, esperantistou a zakladatelem Knihovny a tiskárny pro nevidomé, který také vydával slepecký časopis Zora. Jeho esperantskou verzi Aŭroro vedl Vuk Echtner, vystřídal ho nevidomý Jiří Vychodil.
V roce 1927 vydal v esperantu bahaistickou brožurku Marthy Rootové o vědeckých důkazech posmrtného života a v následujícím roce vlastní českou brožurku o bahaistickém zjevení, s nímž se setkal v esperantském prostředí již roku 1922. Společně s Julianou Bendovou byl vůdčí osobností tohoto hnutí v Československu. V padesátých letech při pokusu o registraci tohoto náboženského hnutí byl zatčen a odsouzen na tři roky žaláře pro podvracení republiky, propuštěn po 22 měsích. S ženou Antonií se přestěhovali do obce Díly, kde se i nadále věnoval svým třem zájmům: nevidomým, bahaismu a esperantu.
Mezi esperantisty je znám i jako překladatel českých povídek do esperanta, spoluredaktor historie esperantského hnutí v českých zemích, vedoucí pedagogické sekce Českého esperantského svazu a čestný člen této organizace.

## Dílo
- Bahajské zjevení (1928)
- Svět a my (Svět nevidomých, 2/1946, str. 2-5)
- Čekání na jaro s jeho symboly (V časopise: Domažlicko, 11/1998, str. 6)

### Práce v esperantu
- Aktuala ĉapitro (Aktuální kapitola, časopis Marto1926, str. 48)
- Esperanto kaj blinduloj (Esperanto a nevidomí, časopis La Progreso, 1932, str.. 84-85)
- S-ino Martha L. Root en Praha (Paní Martha Rootová v Praze, časopis La Progreso, 1932, str. 108)
- Cent jaroj de la Blindul-Instituto de Klár en Praha (Sto let slepeckého ústavu Klár v Praze, časopis La Progreso, 1932, str. 108-109)
- Esperanto-Laboro en ĈSR en la jaroj 1918-1945 (Esperantská práce v ČSR v letech 1918-1945 – přednáška pro klub esperantistů v Brně u příležitosti 70 let klubu, psáno v domažlické nemocnici 7.6. 1971)
- Samideano muzika komponisto Jaroslav Ježek (Esperantista hudební skladatel Jaroslav Ježek, časopis Paco, 1983, str. 27-28)

### Překlady do esperanta
- Rudolf Richard Hofmeister: El verko "La dezerto" (Z díla "Poušť", časopis La Progreso, 1933, str. 4-6)
- Jindřich Šimon Baar: Filo (Syn, časopis Literatura Mondo, 1932, str. 198)
- Jindřich Šimon Baar: Jan Cimbura, ĉapitroj Nova servisto, Edziĝpeta donaco (Jan Cimbura, kapitoly Nový čeledín, Požádání o ruku, časopis Ligilo 1938, str. 34-37)
- Alois Jirásek: Cordatus Bohemus (z románu F.L.Věk, v antologii Ĉeĥoslovaka antologio, 1935, str. 83-89)
- Julius Zeyer: Feliĉo en ĝardeno de florantaj persikujoj (Štěstí v zahradě kvetoucích broskvoní, v antologii Ĉeĥoslovaka antologio, 1935, str. 110-114)
- Helena Malířová: La ora puto (Zlatá studna, v antologii Ĉeĥoslovaka antologio, 1935, str. 228-237)
- Fráňa Šrámek: Rompebla feliĉo (Křehké štěstí, v antologii Ĉeĥoslovaka antologio, 1935, str. 238-243)
- Anna Maria Tilschová: Vento (Vítr, v antologii Ĉeĥoslovaka antologio, 1935, str. 280-284)
- Jindřich Šimon Baar: La parueto (Sýkorka, v antologii Ĉeĥoslovaka antologio, 1935, str. 285-291)
- Jan Vrba: Arbhakistoj (Dřevorubci, v antologii Ĉeĥoslovaka antologio, 1935, str. 297-301)
- Jan František Hruška: Salo (Sůl, časopis Ligilo 1938, str. 50-51)

## Vydavatel
- Martha Root: Bahaaj sciencaj pruvoj de vivo post morto (Bahajské vědecké důkazy o posmrtném životě, 1927)
- Shoghi: Světové náboženství: stručný přehled cílů, učení a dějin (1937)

Působil také publicisticky, zejména v týdeníku Masarykův lid a měsíčníku Sbratření vydávaném Přemyslem Pitterem.